# New Right
La New Right (Nuova Destra), nota anche come alt-lite (alternativa leggera), o alt-light, è un movimento politico di destra i cui membri si considerano separati sia dal conservatorismo tradizionale sia dall'alt-right, essendo le loro visioni contrastanti. Il concetto di alt-lite è principalmente associato al panorama politico statunitense, nel quale esso è emerso nel 2017.
Negli Stati Uniti, il termine New Right si riferisce a due movimenti politici conservatori storicamente distinti. Queste New Right americane sono distinte e opposte alla tradizione più moderata dei cosiddetti repubblicani Rockefeller. La New Right differisce anche dalla Old Right (1933-1955) su questioni riguardanti la politica estera e dai neoconservatori (neocon) che si oppongono al non interventismo della Old Right.  Mentre nel Regno Unito si riferisce più specificamente a un filone di conservatorismo influenzato da personaggi come Margaret Thatcher e Ronald Reagan. Lo stile Thatcher dell'ideologia della New Right, noto come Thatcherismo, è stato fortemente influenzato dal lavoro di Friedrich Hayek (in particolare dal libro The Road to Serfdom).
Keegan Hankes, un collaboratore del Southern Poverty Law Center,  la ha descritta come una propaggine dell'alt-right, in quanto, pur affermando di rifiutare le politiche identitarie di quest'ultima - incluso il nazionalismo bianco e il razzismo - ne condivide altre caratteristiche e credenze chiave.

## Storia

### Prima New Right
Negli Stati Uniti, fra gli anni '50 e inizio degli anni '60, iniziarono a svilupparsi movimenti controculturali di destra, come conseguenza delle tensioni interne agli orientamenti della Old Right statunitense, causate dalle guerre mondiali e dal New Deal di Franklin Roosevelt, considerato espressione di una crescente espansione del potere statale. In questo nuovo movimento si svilupparono più tendenze: il libertarianismo di destra, l'anarco-capitalismo, il minarchismo, il fusionismo, il populismo di destra, il paleolibertarianismo e il paleoconservatorismo.
La prima New Right (1955-1964) era incentrata sul libertarianismo di destra, il tradizionalismo e l'anti-comunismo espressi dalla National Review di William F. Buckley. Sociologi e giornalisti avevano già usato il termine "new right" fin dagli anni '50; con intento di auto-identificazione, fu usato per la prima volta nel 1962 dal gruppo attivista studentesco Young Americans for Freedom.
La prima New Right abbracciò quello che chiamò "fusionismo" (un'apparente sintesi dell'economia liberale classica, dei valori sociali tradizionali e dell'anticomunismo) e si unì negli anni precedenti la campagna presidenziale del 1964 di Barry Goldwater. La campagna di Goldwater, che non riuscì a spodestare il presidente in carica Lyndon B. Johnson, accelerò la formazione di un nuovo movimento politico.
Nel nuovo movimento politico della New Right importanti figure saranno l'economista di scuola austriaca Murray Rothbard e il filosofo Robert Nozick, quest'ultimo noto per aver fondato una sezione locale di Student League for Industrial Democracy che nel 1962 cambiò il suo nome in Students for a Democratic Society. A partire dagli anni '60, Rothbard cercherà di creare alleanze con la New Left e con la Old Right.
Negli anni '90, Rothbard prenderà una strada populista, fondando il Paleo Movement promotore del populismo di destra e del paleolibertarianismo, uno dei cui punti chiave sarà il concetto espresso dallo slogan America First.

### Seconda New Right
La seconda New Right (dal 1964 in poi) si è formata sulla scia della campagna di Goldwater e aveva un tono più populista rispetto alla prima New Right. La seconda, infatti, tendeva a concentrarsi su questioni marginali (come l'aborto) ed era spesso collegata alla destra religiosa. La seconda New Right formò un approccio politico e un apparato elettorale che portò Ronald Reagan alla Casa Bianca nelle elezioni presidenziali del 1980 1980. La New Right è stata organizzata nell'American Enterprise Institute e nella Heritage Foundation per contrastare il cosiddetto "establishment liberale". Sia nei gruppi di riflessione d'élite, sia nelle organizzazioni delle comunità locali, nei decenni successivi sono state elaborate nuove politiche, strategie di marketing e strategie elettorali per promuovere politiche e istanze fortemente conservatrici.

### Altre tendenze della New Right
Dal 2016, lo sciovinismo occidentale è considerato parte della alt-lite secondo la Anti-Defamation League e le dichiarazioni di Gavin McInnes.

## Differenze con l'alt-right
Il termine "alternative right" è stato coniato da Paul Gottfried, ma è stato successivamente adottato da Richard B. Spencer che ha cercato di usarlo per promuovere idee nazionaliste bianche attraverso la destra politica negli Stati Uniti. Tuttavia, sono rimaste opinioni divergenti sul termine; alcuni lo interpretavano come un termine generico per un'ampia gamma di elementi di destra al di fuori del neoconservatorismo allora dominante nel movimento conservatore degli Stati Uniti, inclusi paleoconservatori, libertari, localisti e populisti di destra, nonché nazionalisti bianchi. Nel 2010, molti dei nazionalisti di destra non bianchi che hanno usato il termine hanno preso le distanze da esso dopo che è diventato sempre più evidente che Spencer intendeva il termine come una bandiera del nazionalismo bianco.
Nel 2016, quando il termine alt-right è diventato popolare nel discorso pubblico degli Stati Uniti, è tornato ad essere usato da molte persone che non erano nazionalisti bianchi ma che lo consideravano un termine comunque utile per distinguersi dal conservatorismo americano tradizionale.

## In Italia
Un promotore italiano della New Right è Daniele Capezzone, noto per il suo libro Per una nuova destra, dove viene preso in esempio il Boston Tea Party e riferimenti all'attuale Tea Party.